# Choerades asprospilos
Choerades asprospilos là một loài ruồi trong họ Asilidae. Choerades asprospilos được Young & Hradský miêu tả năm 2007. Loài này phân bố ở vùng Cổ Bắc giới và châu Á.